# Roberta Perkins
Roberta Perkins (30 de abril de 1940 – 26 de junho de 2018) foi uma socióloga australiana, escritora e ativista pelos direitos dos transgêneros e dos trabalhadores do sexo . Perkins escreveu vários livros e artigos acadêmicos sobre a vida seminômade de profissionais do sexo transgêneros e fundou o primeiro centro de assistência para pessoas transgênero na Austrália.

## Biografia
Perkins concluiu sua dissertação de bacharelado com honras na Universidade Macquarie em 1981. Sua dissertação analisou as vidas e experiências de drag queens e transexuais e foi uma das primeiras teses de uma mulher abertamente transgênero na Austrália.
Na década de 1980, ela foi um dos primeiros membros da então recém-criada Associação Transexual Australiana, que apoiava pessoas trans fazendo lobby por reformas sociais e legais.
Em 1983, publicou seu primeiro livro, The Drag Queen Scene: Transsexuals in Kings Cross, um levantamento com 146 drag queens baseada em sua dissertação. Frank Walker, membro da Assembleia Trabalhista de Nova Gales do Sul e na época Ministro da Juventude e Serviços Comunitários, leu o livro e convidou Perkins para uma reunião. Ela lhe contou sobre a pobreza, a falta de moradia e a violência vivida pelas trabalhadoras sexuais transgênero, muitas delas jovens; falou sobre violações, os espancamentos, o assédio e os despejos, e sobre como as mulheres trans não encontravam auxilio nos abrigos masculinos ou femininos.
Walker compreendeu a gravidade da situação e demonstrou seu compromisso em ajudar. Como resultado, Perkins recebeu um subsídio de 80 mil dólares australianos para abrir um centro que funcionaria como um abrigo para profissionais do sexo transgêneros. A casa, originalmente chamada de "Tiresias House", foi inaugurada em Sydney com 12 leitos, que foram imediatamente ocupados. O centro cresceu rapidamente e, em poucos anos, incluía quatro casas e tinha uma enfermeira registrada e um agente comunitário na equipe permanente. Após seis anos, seu nome mudou para Centro de Gênero.
Perkins deixou o Gender Centre em 1985 para se concentrar em escrever e publicar livros e artigos em publicações acadêmicas sobre mulheres transgênero e profissionais do sexo. Ela foi uma figura notável na luta pelos direitos das trabalhadoras do sexo em Nova Gales do Sul e na Austrália como um todo. Ela foi membro fundador da Coletivo de Prostitutas Australianas de NSW, que defendeu a descriminalização do trabalho sexual e a melhoria da vida das trabalhadoras do sexo. O trabalho do coletivo é continuado hoje pelo Sex Worker Outreach Project (SWOP) NSW.
Perkins faleceu em 26 de junho de 2018, aos 78 anos. Os seus obituários a descreveram como uma “pioneira”  e “uma mulher de ação” que lançou as bases para a defesa dos direitos dos trabalhadores do sexo em seu país e beneficiando “inúmeras” pessoas trans e profissionais do sexo.

## Publicações
- O Terceiro Sexo e Pessoas Santificadas: Uma Pesquisa Intercultural, Comparação e Análise do Travestismo e da Transexualidade . Tese de bacharelado com honras da Universidade Macquarie, 1981.
- A cena da drag queen: transexuais em Kings Cross . George Allen e Unwin, 1983.[7]
- Com Nikki Searant e Linda Tyne. Transexualismo: Uma Visão Geral : Compreendendo o Transexual . Coletivo de Transexuais Australianos, Associação Transexual Australiana, 1983.
- Com Garry Bennett. Ser uma prostituta: mulheres prostitutas e homens prostitutas . Allen e Unwin, 1985.
- Uma história, um manifesto e um relatório sobre os serviços de bem-estar propostos pelo coletivo de prostitutas australianas. O Coletivo, 1985.
- Prostitutas femininas em prostituição visível no centro de Sydney . O autor, 1985.
- Prostituição feminina em Sydney: uma visão geral: um documento informativo sobre prostituição feminina e mulheres prostitutas de Sydney . Coletivo de Prostitutas Australianas (NSW), 1985.
- "Working Girls": normalidade e diversidade entre prostitutas em Sydney. Dissertação de Mestrado com Honra da Universidade Macquarie, 1988.
- Entrevistado por Phil Jarratt. "A amiga da trabalhadora. -Entrevista com Roberta Perkins, fundadora do Coletivo de Prostitutas Australianas". Boletim (Sydney). 140–141,143–144, 13 de setembro de 1988.
- "Mulheres más ou trabalhadoras: a prostituta na tela de prata". Media Information Australia, 51, 1989: 28–34.
- "Meninas trabalhadoras em 'Wowserville': mulheres prostitutas em Sydney desde 1945". Em Richard Kennedy. Bem-estar australiano: sociologia histórica. Macmillan, 1989: 362–389.
- Meninas trabalhadoras: prostitutas, sua vida e controle social . Instituto Australiano. de Criminologia, 1991.
- Com A. Griffin e J. Jakobsen. Estilos de vida transgêneros e risco de HIV/AIDS . Universidade de Nova Gales do Sul, 1994.
- Com G. Prestage, R. Sharp e Frances Lovejoy. Trabalho sexual, profissionais do sexo na Austrália . Imprensa da Universidade de Nova Gales do Sul, 1994.
- Com Frances Lovejoy. "Estilos de vida saudáveis e não saudáveis de trabalhadoras de bordéis e garotas de programa (trabalhadoras do sexo privado) em Sydney". Revista Australiana e Neozelandesa de Saúde Pública. 20, 5, 1996: 512–6.
- “A cena drag queen: transexuais em Kings Cross”. Em Richard Ekins e Dave King (orgs.). Mistura de gêneros: aspectos sociais do travestismo e da mudança de sexo. Routledge 1996: 53–62.
- Com Frances Lovejoy. Garotas de programa: profissionais do sexo privadas na Austrália . Imprensa da Universidade da Austrália Ocidental, 2007.